# Lithocarpus formosanus
Lithocarpus formosanus (Skan) Hayata – gatunek roślin z rodziny bukowatych (Fagaceae Dumort.). Występuje naturalnie na Tajwanie. 

## Morfologia
PokrójZimozielone drzewo.
LiścieBlaszka liściowa jest nieco skórzasta i ma eliptyczny lub eliptycznie odwrotnie jajowaty kształt. Mierzy 5–8 cm długości oraz 2–3 cm szerokości, jest całobrzega, ma klinową lub zbiegającą po ogonku nasadę i zaokrąglony wierzchołek. Ogonek liściowy jest nagi i ma 10–13 mm długości.
OwoceOrzechy o stożkowatym kształcie, dorastają do 13 mm długości i 16 mm średnicy. Osadzone są pojedynczo w miseczkach w kształcie talerza, które mierzą 3 mm długości i 12 mm średnicy. Orzechy otulone są w miseczkach do 10% ich długości.

## Biologia i ekologia
Rośnie w lasach mieszanych. Występuje na wysokości do 500 m n.p.m. Kwitnie od lutego do marca, natomiast owoce dojrzewają od września do listopada.